# 吉益東洞
吉益東洞（日语：／ yoshimasu-tōdō，1702年3月3日—1773年11月9日），生於安藝國山口町（現廣島縣廣島市中區橋本町附近）名爲則，字公言，通稱周助，日本江戶時期著名的漢醫學家，為古方派代表人物。

## 生平
三十歲時提出萬病一毒理論，認為「萬病唯一毒，衆藥皆毒物，以毒攻毒，毒去體佳。」
其子吉益南涯，為華岡青洲之師。

## 醫論
- 以實際觀察臨床療效為基礎，不持臆測、空想
- 尚古，推崇古代醫者扁鵲。
- 認為中國醫學將疾病分類、命名、再研討處置法，此過程太僵化，流於臆測及空想。提出「萬病一毒論」，即「萬病唯一毒，衆藥皆毒物，以毒攻毒，毒去體佳。」
- 上古的方劑是疾醫思考的結晶，實際療效絕佳，因此，漢方方劑越接近古代原方越好。推崇張仲景《傷寒論》、《金匱要略》，但是書中混入許多後人臆測，必須加以去除。認為方劑是適量的毒，若對病證投以正確的方劑，即可治病，即「方證對應」理論。
- 因為療法是以毒攻毒，治療過程常見激烈的副作用反應，如暈眩。古人曰：「服藥後若無暈眩，則無法痊癒。」，因此，若是害怕暈眩則無法成為疾醫。
- 曾有患者服藥後死亡的案例。但他認為死亡並不是藥的緣故，死生在天，不是人能操控的。醫者只要抱持決心，盡人事聽天命，將疾病的治療做到最好即可，生死交給上天。
- 不論是上古或是後人的方劑，都必須在臨床上實際反覆測試，確保病證和藥效的對應性，此為「親試實驗」。若後人的方劑在親試實驗獲得可接受的藥效，也可考慮接受。
- 排除一切空想、臆測，若是無法看出病證的毒，就無法選出適當的方劑。必須觀測毒的實體，最重要的即是腹部的診察：是否出現壓痛、僵硬、肌肉痙攣、腹部動悸。次之，觀察體表是否出汗、上熱下冷、發紅、腫脹、浮腫，以及詢問大小便的次數、性質。透過詳細觀察及問診，領悟方劑在臨床上的適用病證，此體會無法傳子，更遑論文字記載。[1]

## 著作
著有《類聚方》、《藥徵》、《醫事或問》。

## 腳註
1. ↑  寺澤(2012)